# هاراچریته
هاراچریته (به بلغاری: Haracherite) یک منطقهٔ مسکونی در بلغارستان است که در شهرستان گابروو واقع شده‌است.